# Плювіоз
Плювіо́з (фр. pluviôse фр. вимова: [plyvjoz] також Pluviose, від лат. pluviosus — «дощовитий») — п'ятий місяць (20/22 січня — 18/20 лютого) французького республіканського календаря, що діяв з жовтня 1793 по 1 січня 1806.
Як і всі місяці французького республіканського календаря, плювіоз складався з 30 днів, що поділялися на 3 декади. Кожен день мав назву сільськогосподарської рослини, крім п'ятого та десятого дня, що мали назву свійської тварини або сільськогосподарського приладу відповідно.